# Бертен де Во, Луи Франсуа
Луи Франсуа Берте́н, в литературе известный как Бертен де Во и иногда называвшийся Великолепным (фр. Louis François Bertin, Bertin de Vaux, Bertin le Superbe; 18 августа 1771, Париж — 23 апреля 1842, там же) — французский журналист и политик.

## Биография и деятельность
Родился в 1771 году в Париже, в семье одного из секретарей премьер-министра Шуазёля. Долгое время содержал банковскую контору, но вместе с тем поддерживал брата в издании его газеты «Journal des débats».
Во время Июльской монархии Бертен, подобно всем членам своей семьи, играл видную роль в политике, был назначен послом в Гааге, а по возвращении оттуда в 1832 году получил звание пэра. Скончался в 1842 году.